# Josef Staud
Josef Staud (* 26. November 1903 in Mühlen bei Steinach am Brenner; † 26. August 1980) war ein österreichischer Bildhauer.

## Leben
Der Bauernsohn war zunächst in der elterlichen Landwirtschaft tätig und besuchte von 1924 bis 1927 an der Kunstgewerbeschule in Innsbruck die Fachschule für Holzbildhauer bei Hans Pontiller. Nach einer mehrjährigen Tischlerlehre studierte er von 1933 bis 1935 an der Staatsschule für angewandte Kunst München bei Josef Henselmann, Karl Killer und Carl Sattler und von 1937 bis 1941 an der Akademie der Bildenden Künste München bei Karl Killer und Richard Knecht.
1940 heiratete er Elisabeth Ostermeier, die im Büro der Deutschen Gesellschaft für christliche Kunst arbeitete und die ihn während seiner ganzen Schaffensperiode unterstützte. Nach Kriegseinsatz im Zweiten Weltkrieg und Kriegsgefangenschaft lebte Staud zunächst in Steinach am Brenner, bevor er mit der Familie nach Mils bei Hall übersiedelte. Dort baute er ein Haus mit Atelier und war bis 1973 als freischaffender Künstler tätig. Er schuf vorwiegend religiöse Skulpturen und Krippen, bevorzugt in Naturstein und Eichenholz. Sein Stil entwickelte sich dabei vom Naturalismus zu einer expressiven Formensprache.
Sein Bruder Franz Staud war ebenfalls Bildhauer.

## Werke

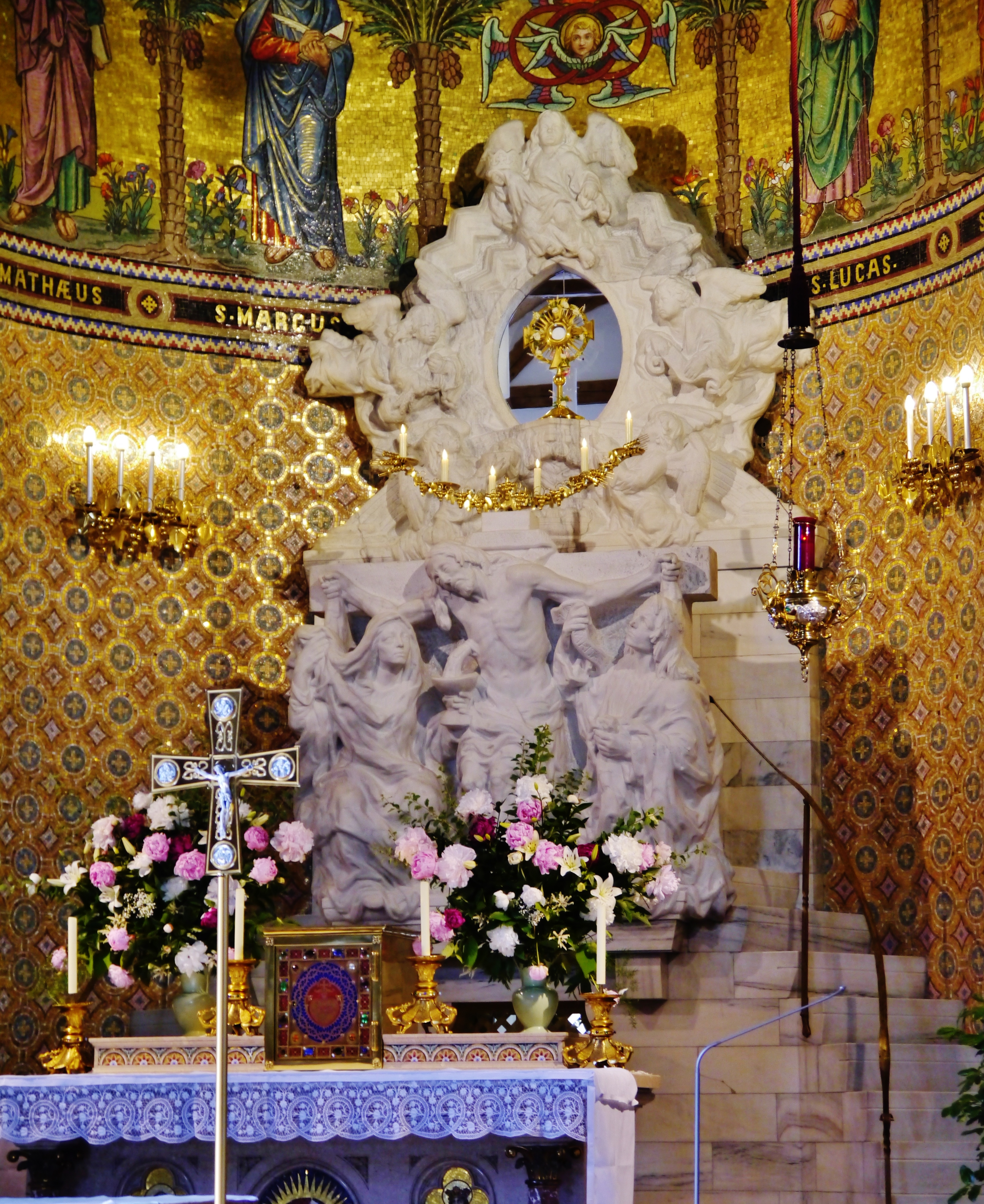
Hochaltar in der Klosterkirche zur Ewigen Anbetung (1948)

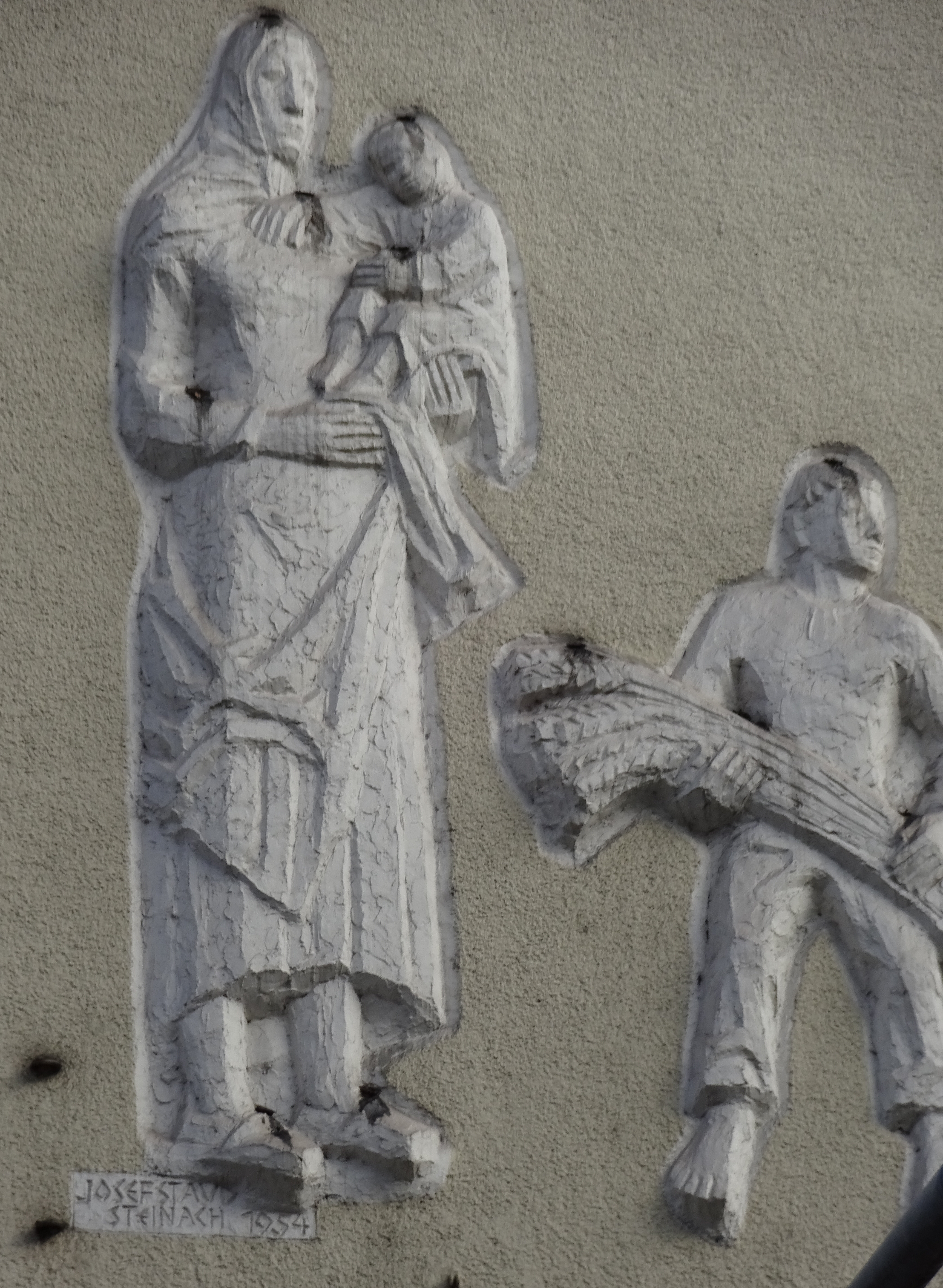
Reliefs an der Fassade des Bauernbundgebäudes, Innsbruck (1954)

- Hochaltar, Klosterkirche zur Ewigen Anbetung, Innsbruck, 1948[1]
- Brückenfigur hl. Johannes Nepomuk, Innbrücke Pfunds, 1949[2]
- Holzrelief Guter Hirte, Hauptschule Steinach am Brenner, 1950[3]
- Reliefs an der Fassade, Bauernbundgebäude Innsbruck, 1954[4]
- Hochaltar, Pfarrkirche Mühlau, 1956[5]
- Kruzifix im Stiegenhaus, BORG Innsbruck, 1957[6]
- Glasfenster, Beinhaus Pfunds, 1957[7]
- Hochaltar und Seitenaltäre, Pfarrkirche St. Josef, Klagenfurt-Siebenhügel, 1957/1958
- Glasmalerei und Ausstattung, Pfarrkirche Eben im Pongau, 1960–1965
- Betongussrelief Guter Hirte, Widum Pfunds, 1961[8]
- Kruzifix am Hochaltar, Klosterkirche der Barmherzigen Schwestern Innsbruck, 1963[1]
- Bronzefigur Christus als der Überwinder des Todes, Bronzetür mit den Namen der Gefallenen aus den beiden Weltkriegen und dem Erzengel Michael, Totenkapelle Serfaus, 1965[9]
- Reliefs an den Fensterpfeilern, Landwirtschaftliche Landeslehranstalt Lienz[10]
- Vortragekreuz, Sedilien und Taufbeckenrelief, Pfarrkirche Bad Traunstein